# Mistrzostwo Polski 1947
L'edizione 1947 del Campionato polacco di calcio è stata una versione non ufficiale del torneo.
Il campionato fu vinto dal Warta Poznań.